# Єфрем (Ярінко)
Митрополит Єфрем (справжнє ім'я Ярінко Валенти́н Олекса́ндрович; 11 грудня 1978, с. Костилівка, Рахівський район, Закарпатська область, УРСР) — колишній архієрей РПЦ в Україні. З 2012 — митрополит Бердянський та Приморський. Має проросійські погляди, підтримував російських окупантів і 2022 року втік до Росії, перебуває під санкціями РНБО.

## Біографія
Народився в українській гуцульській родині у старовинному селі Костилівка поблизу Рахова. 1993 року закінчив Костилівську сільську школу, 1995 року здобув середню освіту у селі Ділове Рахівського району. Поступив до Хустського духовного училища УПЦ МП.
1997 став намісником Свято-Троїцького чоловічого монастиря у місті Хуст, там же пострижений мантію на честь святого Єврема Сирина.
2001 — намісник Спасо-Преображенського чоловічого монастиря с. Теребля (УПЦ МП).
З 2008 навчався у Київській духовній семінарії та академії. Входить до складу впливового закарпатського земляцтва, користується підтримкою митрополита Марка Петровція.
2011 — секретар Хустської єпархії УПЦ МП. А вже 20 липня 2012 року призначений керуючим Бердянською єпархією. 5 серпня того ж року рукопокладений на єпископа Бердянського та Приморського. Також є настоятелем чоловічого монастиря преподобного Амвросія Оптинського у місті Токмак.
2013 року отримує першу важливу перемогу над розкольниками російського походження: за його поданням Синод УПЦ МП заборонив у служінні впливових священників — Олега Ніколаєва та Сергія Бєґашова.

## Громадянська позиція
Тісно повʼязаний з Росією, підтримував російські окупаційні війська під час повномасштабного вторгнення РФ до України. Після звільнення окупованої частини Харківської області, втік до рф, перебуває під санкціями РНБО.